# 岭嘉华小
岭嘉国民型华文小学简称为岭嘉华小（SJK(C) Lenga），是一所位於马来西亚麻坡县岭嘉村的國民型學校。截至2022年，校内共有65名学生，包括50名小学生及15名为学前班学生。该校也曾在2023年3月该地区水灾中作为疏散中心。